# 53910 Дженфісшер
53910 Дженфісшер (53910 Jánfischer) — астероїд головного поясу, відкритий 6 квітня 2000 року.
Тіссеранів параметр щодо Юпітера — 3,513.